# 锡克教
锡克教（旁遮普语转写：sikkhī，发音：旁遮普語發音：[ˈsɪkːʰiː]，意为「信徒」）是一种发源自印度次大陆旁遮普地區的一神宗教，以《古魯·格蘭特·薩希卜》為經典。錫克教在15世紀末發源自旁遮普地區，是現存最年輕的主流宗教之一，目前在全世界有2600萬教徒，是世界第六大宗教。约有2300万锡克教徒生活在印度，其中大部分居住在旁遮普邦，其在加拿大、美国和英国也有较多数量的信徒分布。在Unicode编码中，錫克教标志的代码为U+262C：☬。

## 历史

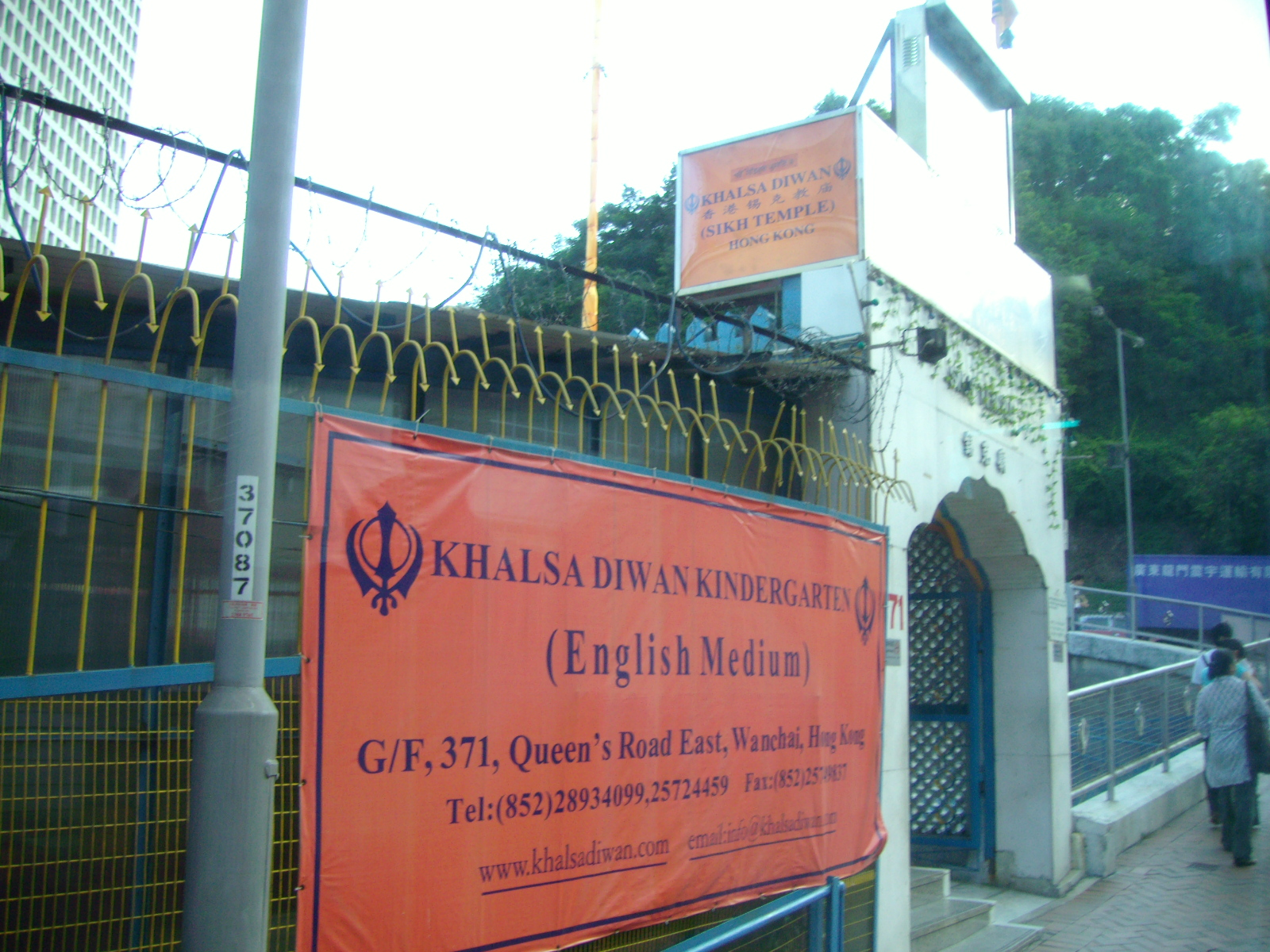
位于香港的锡克教庙

錫克教是近代宗教（公元十五世紀），是印度教巴克提派的虔信運動（梵信仰）和伊斯兰教苏菲派一神論的共同基础上产生，两者都教导超越宗教共同界限的普遍性。創始人和關鍵人物： 古鲁·那納克（1469－1539）相信神委托他向人傳播新的救贖啟示，即所有人都應信奉真神。那納克及至1708年相繼的九大古鲁教導基本的價值觀如祈禱、友誼、慈善、順服、忍耐、謙卑和虔誠，作為通往生活中的靈性之路。
錫克教沒有神像，經典是《古鲁·格兰特·萨希卜》。錫克教教徒相信從第一代到第十代古鲁全部具有相同的精神，他們的教訓就是啟示上帝真名的古鲁話語。這種古鲁精神和話語，從第十代古鲁·戈宾德·辛格以后，就傳承給《古鲁·格兰特·萨希卜》。那納克的追隨者自稱為錫克（門徒）。“錫克”一詞源自梵文「shishya」，意思即「弟子」或「學生」。
錫克教不積極傳教，因為它承認其他宗教傳統的確實性。禮拜時亦保守地用旁遮普方言為主。他們敬拜的地方是谒师所，是宗教活動的中心。信徒進入谒师所要脫鞋打坐，同时遮盖头部。最重要的谒师所是印度旁遮普邦阿姆利则的金庙。
早期实行祖師制，在第十代祖師后被废除。十八世纪初分成易行派和狮子派。锡克教强调人人平等，男人之间互为兄弟，女人之间互为姐妹。他们奉行严格的一神论，及礼拜几代祖师。莫卧儿帝国统治时期，多次掀起对专制主和莫卧儿国家的斗争。英国统治时期，亦多次展开反英斗争。
1947年印巴分治后，印度信仰该教的錫克人掀起了卡利斯坦运动（Khalistan）。20世紀80年代錫克教民兵拒絕解除武裝，印度政府因此於1984年6月發動藍星行動，解除錫克教民兵武裝。四個月後印度總理甘地夫人被錫克教徒士兵暗殺。
1985年印度航空182号班机遭受炸弹袭击，机上乘客连机组人员共329人全部遇难。事后调查指控该起袭击为锡克教恐怖分子策划。
1982年，吉亚尼·宰尔·辛格成為印度第一位錫克教徒總統。2004年，曼莫漢·辛格成為印度第一位錫克教徒總理。

## 主要教义
1. 信奉真神“真名”严格信仰一神论，认为神是唯一的、是全知全能的，是宇宙万物的缔造者，是公正而仁慈的。
2. 主张在神的面前人人平等，反对種姓分离与歧视妇女。
3. 信仰业报轮回说，人要靠神的惠顾和祖师的指导纔得以解脱。
4. 尊崇祖师，将其奉为神的使者，并信奉祖师的预言，祖师享有无上的权力，其传承是由前任指定自己的继承者。
5. 反对祭祀制度与偶像崇拜，主张简化礼仪，朝拜圣地，积极入世。

## 十位古鲁和教规

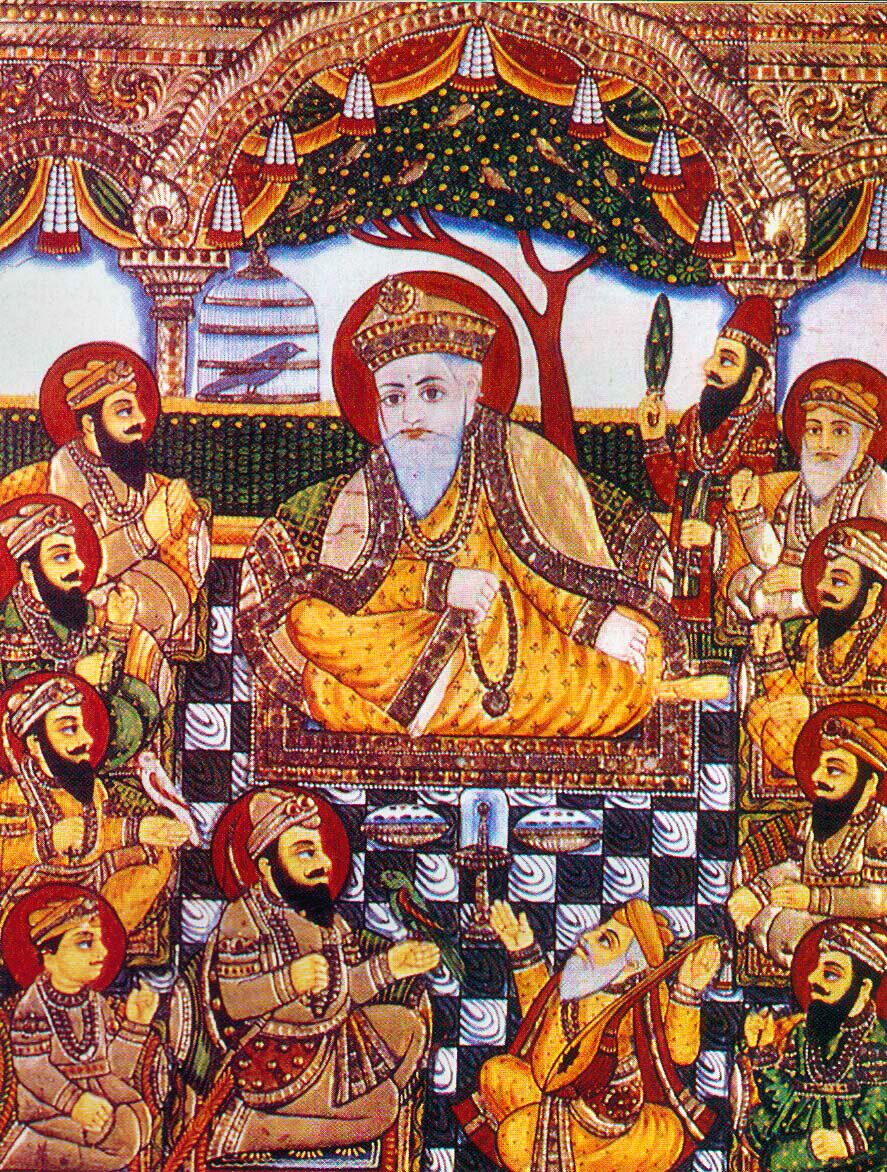
19世纪末的坦贾武尔风格绘画，中央為古魯那納克，四周是後九代锡克教古鲁，以及古魯那納克的兩名重要助手拜·巴拉（Bhai Bala）和拜·瑪爾達納（Bhai Mardana）。

古鲁这个称号来自于梵语，意思是老师，指引者或导师。锡克人的传统和哲学是由十位古鲁创建的，这个过程从1469年一直延续到1708年。每一位继任的古鲁都会完善前一位古鲁的学说，这一系列的完善最终确立了锡克教。
錫克教創始人古魯那納克是第一代古鲁。那納克死後，古魯安加德成為第二代古魯。第三代古鲁阿马·达斯在位时，那納克关于追求拯救的教义得以强化，阿马·达斯建造了用于举办出生礼，婚礼和葬礼的社区。阿马·达斯还建立了教区系统，这些教区有专门的人员监督管理。
阿马·达斯的女婿拉姆·达斯·索迪在岳父死後成為第四代古魯。拉姆·达斯·索迪建立了阿姆利则城，興建哈爾曼迪爾·薩希卜（金庙），并被所有的锡克教徒认为是圣城。拉姆·达斯·索迪死後，其子古魯阿爾瓊成為第五代古魯，之後古魯之位成為家族世襲。
古魯阿爾瓊和錫克教徒被信奉伊斯蘭教的莫卧兒帝國怀疑和敌视，1606年贾汉吉尔皇帝逼迫他改信伊斯蘭，古魯阿爾瓊不屈被殺。他的遇難迫使他的继任者建立了锡克教政治军事组织来保卫自己。第九代古魯得格·巴哈都爾也在1675年被奧朗則布皇帝出於同樣的理由處死。
第十代古魯戈賓德·辛格是最后一位以人的形象呈现于世的古鲁。他死前留下遺言，宣布錫克教經書《古魯·格蘭特·薩希卜》是最后一任并且是永恒的古鲁。
十位古鲁在世时间一览
十位古魯的世系表

## 特徵

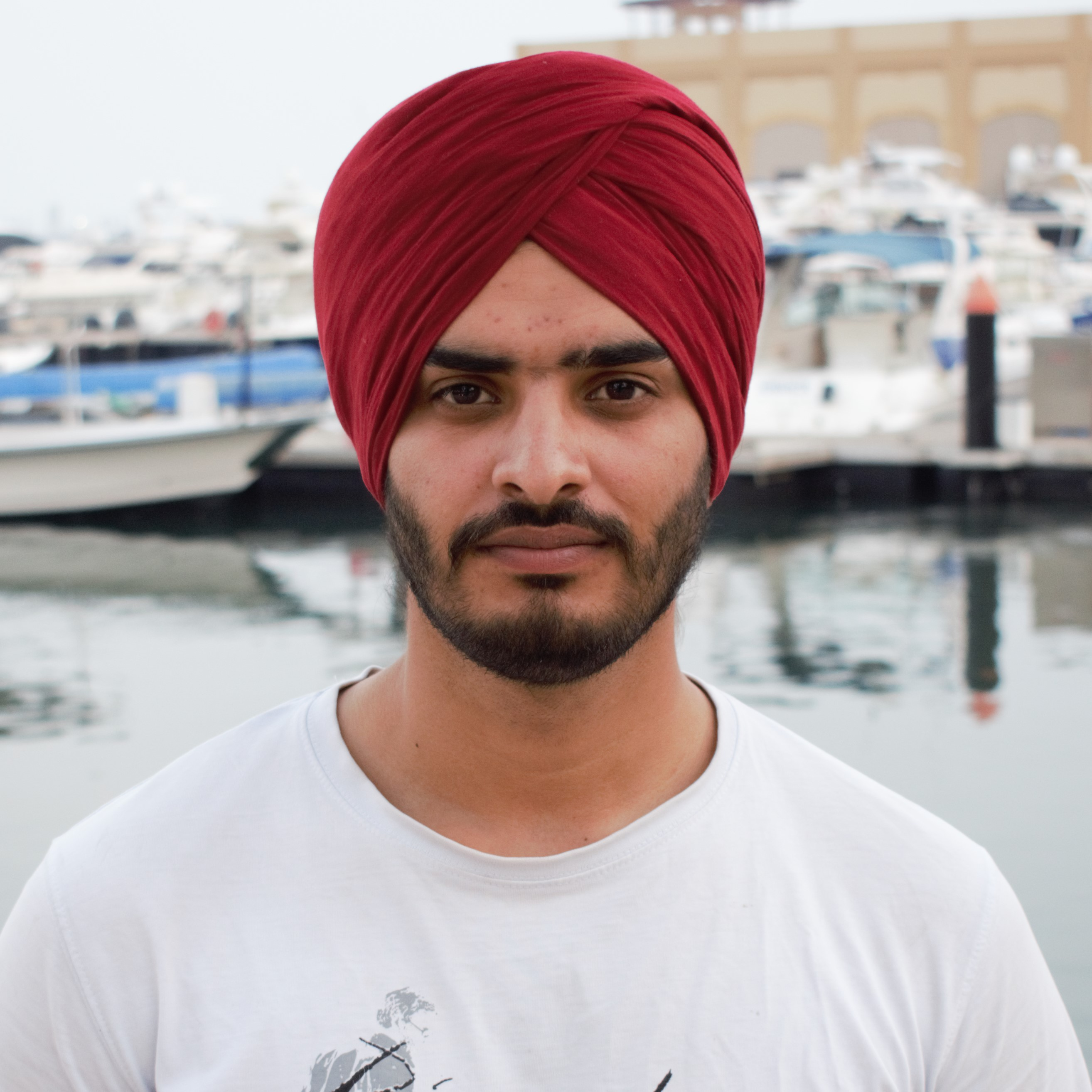
佩戴头巾（Turban）的男性锡克教徒

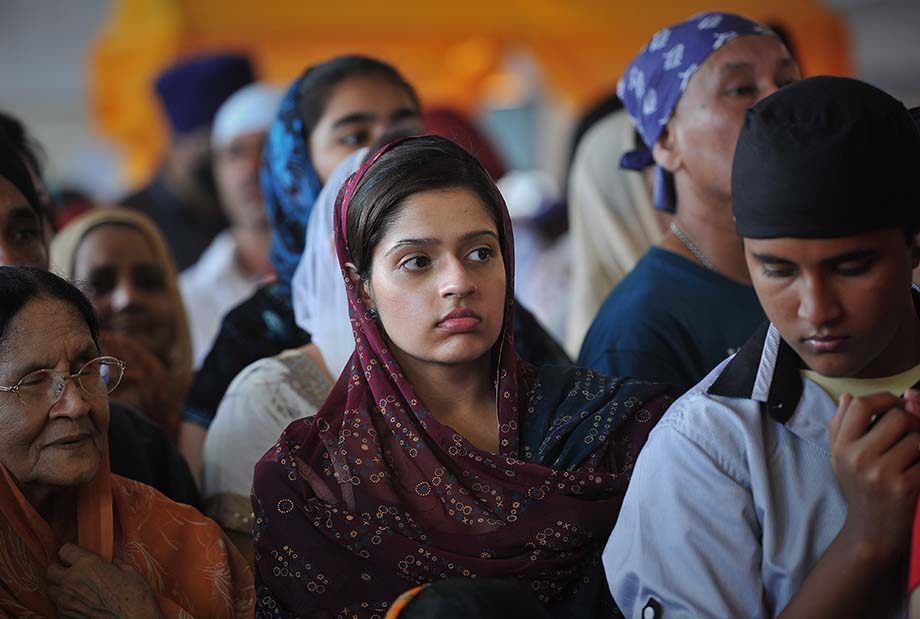
佩戴纱巾（Chiffon）的女性锡克教徒（中）

锡克教的男人蓄長髮戴“頭巾帽”（turban）、攜髮梳、戴手鐲、佩短劍、著短裝（分別象徵神聖、清潔、決心、戰鬥和警覺）。成年男子的頭巾很長，展開足有6米。正因為此，要隨身攜帶木梳或象牙梳，及長髮簪，伸進頭巾撓頭用。男孩頭髮較少，通常在額頭上留個頭巾包裹的髮髻。女人頭上則披著“紗巾”（chiffon）。錫克教沒有神像，拜的是經典《阿底格蘭特》。“禮拜”時信徒跪在它面前叩頭，額觸地，以表虔誠順服，獻上金錢或食物，退下後在會眾中打坐，跟隨長老唱“經典上師”之經文或詩篇，會後有團契愛筵。信徒要加入“卡爾沙”團契，表達他們是純淨者，願意結盟，不分階級，實踐團結、友愛和彼此服務，團員男性名字加上“辛格”（Singh，意为狮子），女性加上“考尔”（kaur，意为公主）。入會禮儀要立約：需工作、奉獻金錢、幫助人、敬拜“真名”(那納克稱神為〝真名〞（Sat Nam）因為他想避免任何使神受限的語詞。)錫克教認為神是獨一的，並沒有三位一體。神是造物主、有主權者、全能者、全知者、永恆者。相信神既超越宇宙又居於其中。神是真理的抽象原則，不曾經歷過肉身，也不能被描述。神有人格，因為神被人愛、受人尊崇。
此外，要持守五戒：
- 不偷盜
- 不姦淫
- 不抽菸
- 不吸毒
- 不叛教

宣誓完畢，要行劍洗禮，此後就要持守五種清淨記號（簡稱“5K”）：
- 留長髮（keshdhai） - 不剃髮（戴頭巾帽）
- 梳頭髮（kangha） - 帶梳子
- 穿短褲（kachk） - 特製褲子
- 戴鋼鐲（Kara） - 戴手鐲（表達永恆團結）
- 佩匕首（kirpan） - 帶特製短劍

## 锡克教的戒律
锡克教有诸多宗教禁忌，这些禁忌包括有：
1. 禁止剪去鬚髮：剪髮和剃鬚在锡克教中是被严格禁止的。锡克教徒要求必须保留未被修剪过的頭髮和鬍鬚。（用頭巾將長髮包裹起來，在公共場合摘下頭巾是恥辱行為。）
2. 禁止使用兴奋品：使用酒精、毒品、烟草或者其他能够让人兴奋的物品都是被禁止的。对于锡克教徒，绝对不可以使用。[24][25][26]（有人說旁遮普省的Nihang们会使用大麻属帮助静修。須進一步查證。）[27]
3. 禁止通奸：在锡克教中，配偶之间必须在身体上和精神上都始终保持忠诚。[24][25][26]婚外性关系是犯忌的。[24][25][28][29]
4. 禁止盲目精神崇拜：迷信和盲從的仪式都不应当进行或效仿，包括朝圣行为、禁食以及净化仪式（英语：ritual purification）；割禮；偶像崇拜以及墓葬崇拜；强制性要求妇女佩戴头巾等等。
5. 禁止对物的沉迷：在锡克教中，对于物质财富的过度沉迷不被提倡。
6. 禁止杀生献祭：娑提（寡妇需要在葬礼上自投火中给丈夫殉葬）、在一些神圣场合下的仪式性动物献祭等都是被禁止的。
7. 禁止非家庭导向的生活方式：锡克教徒被要求不要成为隐士、乞丐、瑜伽士、修行者、出家人（修士/修女）或是独身者。錫克人不向乞丐施捨。不允許看見教友落魄而不聞不問。倘若一家錫克人遭遇天災人禍傾家蕩產，周圍的錫克人無論是否與這家人相識，都會伸手相助，絕不會眼看著他們淪為乞丐。錫克人認為主動把錢送給“自己人”不算施捨，而是朋友間的互相幫助。锡克教徒保護手無寸鐵的弱者(包括信奉其他宗教的弱者)，戴鋼手鐲象徵錫克教兄弟永遠團結。佩短劍表示追求自由和平等的堅強信念。
8. 禁止无谓的言论：吹牛、说谎、诽谤、背后中伤等，都是不被允许的。古魯·格蘭特·薩希卜（Guru Granth Sahib）告诫锡克教徒：“你的嘴并未停止对他人的诽谤和说三道四。你的付出是无用也是无果的。” [30]
9. 禁止神权阶层：锡克教并没有教职人员，他们被古魯·戈賓德·辛格（Guru Gobind Singh）（锡克教的第十位古鲁）所废除。[31]唯一被他留下来的职位是格蘭提（Granthi），负责照顾格魯·格蘭特·薩希卜，任何锡克教徒都可以成为格蘭提，接受格魯·格蘭特·薩希卜的教诲。[31]
10. 禁止虐待动物：锡克教严禁虐待动物，相对于在20世纪初期现代化的人道屠宰法发明之前，锡克教使用的人道屠宰方法，要求屠宰动物时尽量减少动物的痛苦，要使动物迅速死亡，动物在屠宰之前不能受到惊吓，锡克教徒会用锋利的刀或斧头一击砍断动物头部使动物迅速而相对无痛苦地死亡，经这种人道屠宰方法屠宰动物的肉被称为賈特卡Jhatka（旁遮普语：ਝਟਕਾ，印地语：झटका）肉，锡克教徒允许食用。
11. 禁止食用通过仪式杀死的动物的肉：锡克教徒被严格禁止食用通过宗教形式杀死的动物的肉（被称为庫塔（Kutha）肉，动物被割喉后失血过多死亡），這与伊斯兰教的饮食规则（即所有肉類，其實也只有牛、羊、鷄、鴿及魚等，都必須“洁淨”）相反，這意味錫克教禁止所有的清真饮食，[32]或是不按背景区分清楚就上桌的肉。[33]锡克教徒所食用的肉被称为賈特卡（Jhatka）肉。[34][35]
12. 禁止与穆斯林通婚或发生性关系：从18世纪开始禁止与穆斯林通婚或者发生性关系。

## 与其他一神教的区别

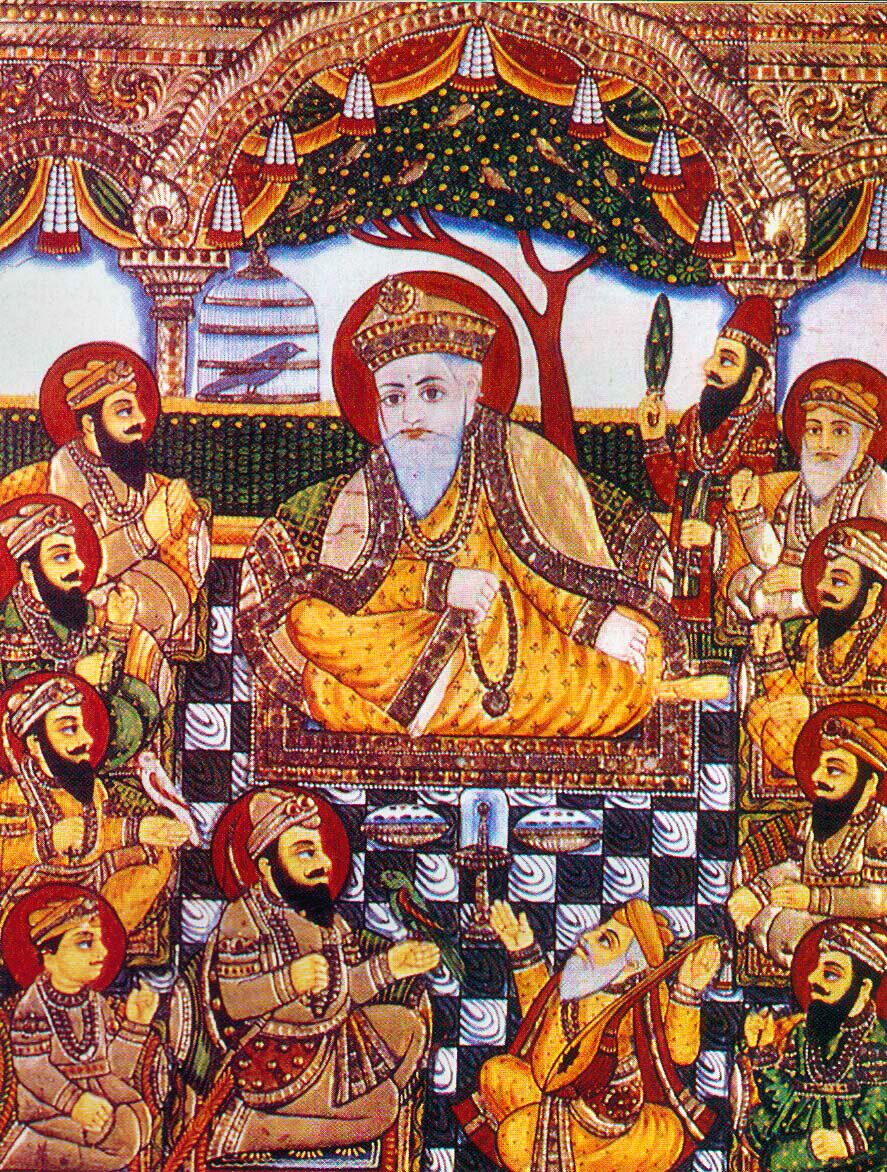
19世纪末的坦贾武尔风格绘画，中央為古魯那納克，四周是後九代锡克教古鲁，以及古魯那納克的兩名重要助手拜·巴拉（Bhai Bala）和拜·瑪爾達納（Bhai Mardana）。

亚伯拉罕诸教不否认唯一真神之下，有天使、撒旦（伊布力斯）、镇尼等灵体的存在。锡克教不承认有这些灵体的存在，只承认唯一的、无形无相、全能全知的神（Waheguru），强调神的直接性和唯一性。锡克教经文虽然提到天使、提婆、阎摩、魔鬼。但只是文学比喻或借用，并不被当作真实存在的灵体。

## 分佈

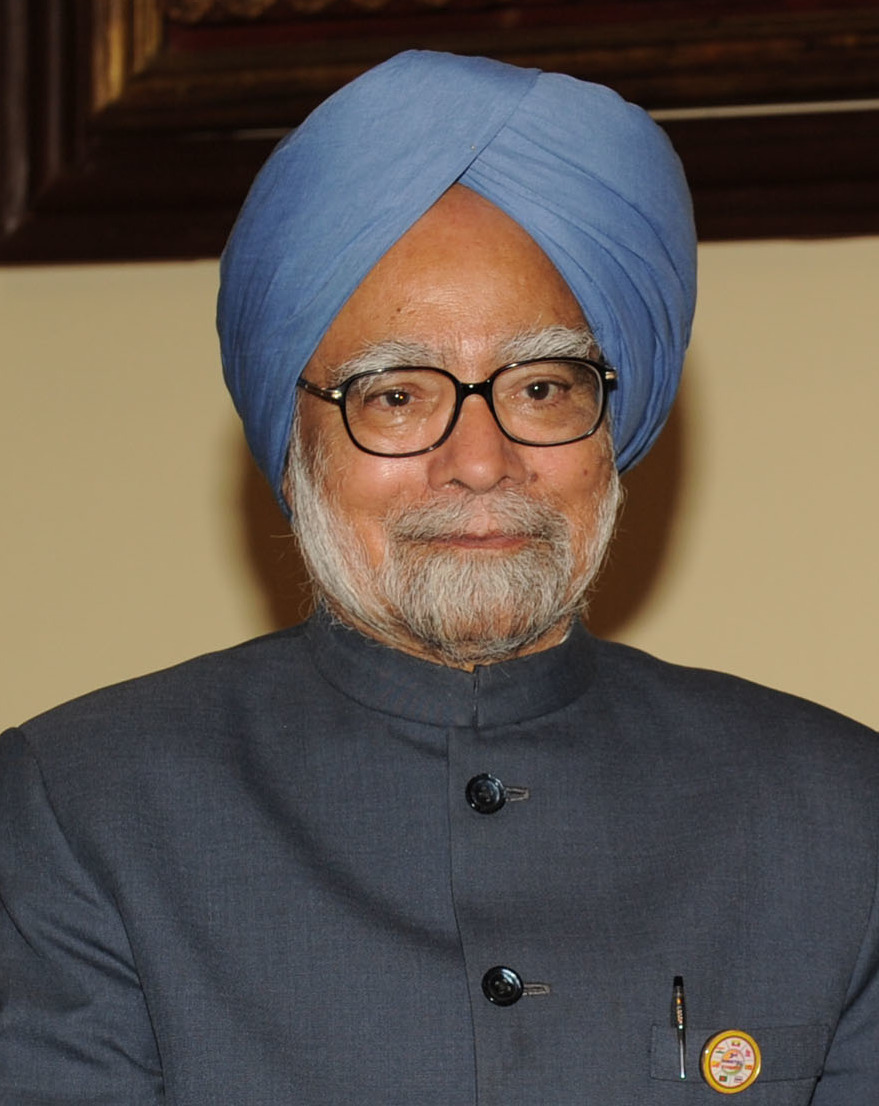
第13任印度总理曼莫汉·辛格（Manmohan Singh, 1932-2024），系印度首位信仰锡克教的总理。

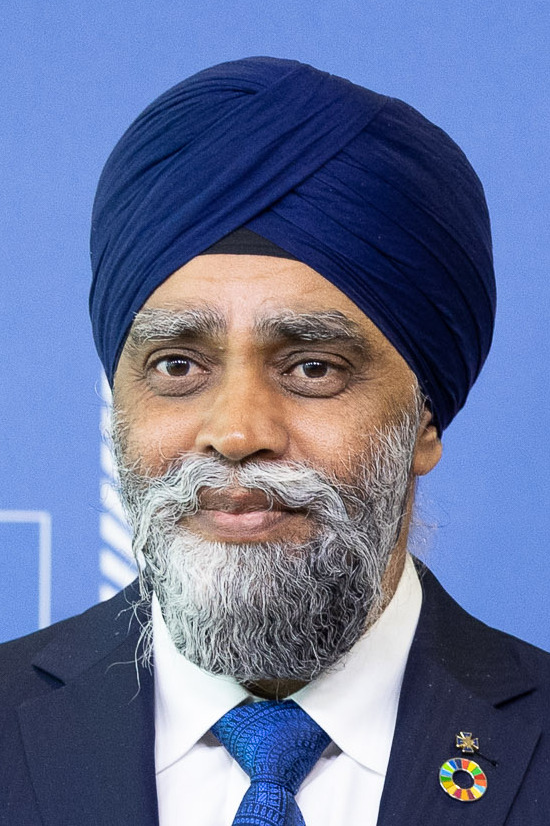
哈尔吉特·辛格·萨詹（Harjit Singh Sajjan，1970- ），加拿大印度裔政治人物，锡克教徒，出生于印度旁遮普邦。曾任加拿大国防部长、国际发展部长、枢密院院长等职。

據統計，20世紀80年代時約有信徒900萬人，85%以上居住在印度的旁遮普邦，剩下的則主要居住在哈里亞納邦和德里，另外馬來西亞、新加坡、文萊、美國、英國及加拿大等國及香港也有錫克教徒。錫克教徒在1897年初次到北美洲，因為一些在英國軍隊中服役的錫克教士兵到了加拿大。錫克教徒1908年首次到美國，當時有幾個來自印度旁遮普地區的移民進入加利福尼亞州。1912年錫克教徒建立了第一個禮拜堂。二次大戰後的移民增加了錫克教徒的人數。1969年，在加州尤巴城建造了世界最大的錫克神廟。錫克教嚴守蓄鬍、纏頭巾等教規的信徒，常被誤認是穆斯林或印度教徒。根據華府的錫克教聯盟統計，911恐怖攻擊後，全美至少發生700起錫克教徒無端遭攻擊的事件。
如果說巴哈伊信仰是全球最廣的新興宗教、摩門教是全球最大的新興宗教（1400萬信徒），锡克教則為最大的非主流傳統宗教（2600萬信徒）。

## 參加美軍

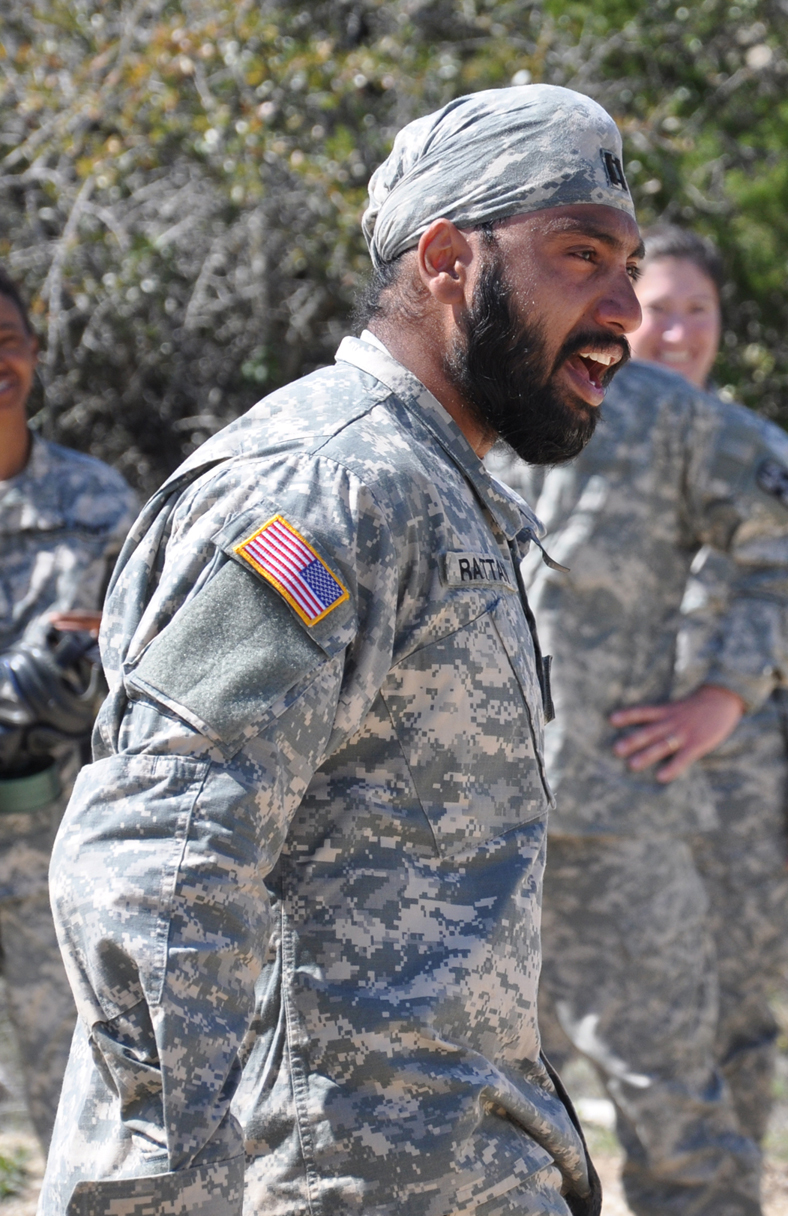
一名錫克裔的美國陸軍上尉（2010年）

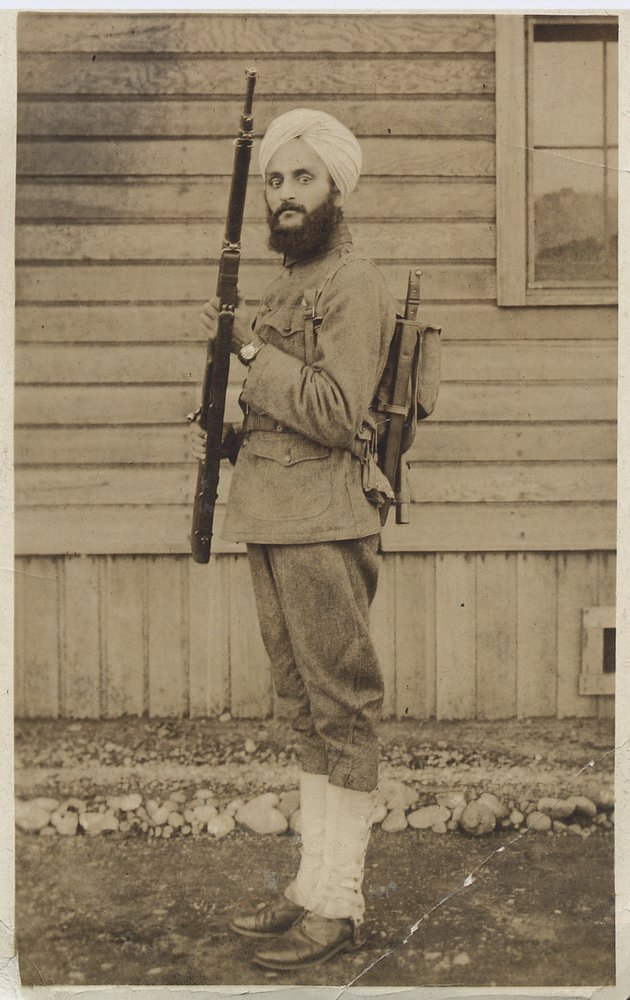
巴哈特·辛格·廷德，首位加入美軍的錫克教徒（1918年）

錫克教徒加入美軍最早可追溯至第一次世界大戰，並到今日都還有官兵在美軍內服役。
最早加入美軍的一名錫克教徒是美國陸軍的巴哈特·辛格·廷德，在參與過戰役後要求取得美國公民權，但遭到拒絕。尽管在美錫克裔人士原本就少，使得加入美軍者寥寥可數，但服役於協約國其他國家部隊中的錫克裔官兵仍共達138,000人。
1980年代之後，錫克裔美軍官兵因為軍方對服儀的新規定而面臨重大改變。在該規定尚未遭到修正的1980年代之前，美國允許陸海空三軍的現役人員蓄鬍，之後則改為除了1986年之前入隊官兵之外，一律不得留鬍子。但正因錫克教戒律中將剔鬚視為禁忌，而大大限制了錫克教徒加入美軍的數量。在此之前，美軍內部已有兩名錫克裔的上校。
21世紀後，美國非營利組織錫克聯盟提出質疑，表示禁止美軍官兵因個人宗教因素而保留特定服儀，是違反了1993年的《宗教自由恢復法》。陸軍方面則指出頭巾和鬍鬚會使錫克裔官兵難以配合某些任務需求，例如妨礙到防毒面具的配戴。
直到2009年10月下旬，陸軍上尉卡爾錫（CPT Kamaljeet S. Kalsi）才被允許為該規定之外的特例，得以在秉持個人信仰的同時繼續服役。

## 延伸阅读
- 韩廷杰：印度锡克教的产生和发展，《四川大学学报（哲学社会科学版）》1981年第1期。
- Dilgeer, Dr Harjinder Singh (2008), Sikh Twareekh, publisher Sikh University Press & Singh Brothers Amritsar, 2008.
- Dilgeer, Dr Harjinder Singh (2012), Sikh History (in 10 volumes), publisher Sikh University Press & Singh Brothers Amritsar, 2010–12.
- Duggal, Kartar Singh, , Himalayan Institute Press, 1988, ISBN 978-0-89389-109-1
- Kaur, Surjit, Amongst the Sikhs: Reaching for the Stars, New Delhi, Roli Books, 2003 ISBN 81-7436-267-3
- Khalsa, Guru Fatha Singh, Five Paragons of Peace: Magic and Magnificence in the Guru's Way, Toronto, Monkey Minds Press, 2010, ISBN 0-9682658-2-0, gurufathasingh.com
- Khalsa, Shanti Kaur, The History of Sikh Dharma of the Western Hemisphere, Sikh Dharma, Espanola, NM, 1995 ISBN 0-9639847-4-8
- Singh, Khushwant, , Oxford University Press, India, 2006, ISBN 978-0-19-567747-8
- Singh, Patwant, , Random House, India, 1999, ISBN 978-0-385-50206-1
- Takhar, Opinderjit Kaur, Sikh Identity: An Exploration of Groups Among Sikhs, Ashgate Publishing Company, Burlington, VT, 2005 ISBN 0-7546-5202-5
- Teece, Geoff, , Black Rabbit Books, 2004, ISBN 978-1-58340-469-0
- Dilgeer, Dr Harjinder Singh (1997), The Sikh Reference Book, publisher Sikh University Press & Singh Brothers Amritsar, 1997.
- Dilgeer, Dr Harjinder Singh (2005), Dictionary of Sikh Philosophy, publisher Sikh University Press & Singh Brothers Amritsar, 2005.
- Chopra, R. M. (2001), Glory of Sikhism, publisher Sanbun, New Delhi, ISBN 978-3-473-47119-5